# Jean-Georges
Jean-Georges is een driesterrenrestaurant in New York van chef Jean-Georges Vongerichten.

## Geschiedenis
Het restaurant Jean-Georges opende in 1997 en is het vlaggenschip van de tientallen restaurants van chef Jean-Georges Vongerichten. Het is gevestigd in de Trump International Hotel and Tower.
Vongerichten werd op 16 maart 1957 geboren in de Elzas en leerde het vak onder andere bij Pierre Haeberlin, in het Straatsburgse restaurant  Auberge de l'Ill. Hij werkte ook onder Paul Bocuse.
Vanaf de eerste Michelingids die werd uitgebracht voor de stad New York (voor 2006) bezit het restaurant drie Michelinsterren. Van The New York Times kreeg het vier sterren.